# Lista över städer i Svealand
Den rapporterade folkmängden (2000) är för respektive tätorter (i Djursholms fall kommundel), inte kommuner.

## Svealand
| Stad f.d.    | Landskap     | Län 1971          | Län 2006          | Landsdel | Stad sedan           | Folk- mängd 2000 | Anmärkning             |
| ------------ | ------------ | ----------------- | ----------------- | -------- | -------------------- | ---------------- | ---------------------- |
| Arboga       | Västmanland  | Västmanlands län  | Västmanlands län  | Svealand | 1200-talet           | 10 764           |                        |
| Askersund    | Närke        | Örebro län        | Örebro län        | Svealand | 1643                 | 3 922            |                        |
| Avesta       | Dalarna      | Kopparbergs län   | Dalarnas län      | Svealand | 1641–1686, 1919–     | 14 847           |                        |
| Borlänge     | Dalarna      | Kopparbergs län   | Dalarnas län      | Svealand | 1944                 | 39 640           |                        |
| Djursholm    | Uppland      | Stockholms län    | Stockholms län    | Svealand | 1914                 | 8 856            | nu i Danderyds kommun  |
| Enköping     | Uppland      | Uppsala län       | Uppsala län       | Svealand | 1300                 | 19 147           |                        |
| Eskilstuna   | Södermanland | Södermanlands län | Södermanlands län | Svealand | 1659                 | 57 867           |                        |
| Fagersta     | Västmanland  | Västmanlands län  | Västmanlands län  | Svealand | 1944                 | 11 029           |                        |
| Falun        | Dalarna      | Kopparbergs län   | Dalarnas län      | Svealand | 1641                 | 35 315           |                        |
| Filipstad    | Värmland     | Värmlands län     | Värmlands län     | Svealand | 1611–1694, 1835–     | 6 307            |                        |
| Flen         | Södermanland | Södermanlands län | Södermanlands län | Svealand | 1949                 | 6 159            |                        |
| Hagfors      | Värmland     | Värmlands län     | Värmlands län     | Svealand | 1950                 | 5 725            |                        |
| Hedemora     | Dalarna      | Kopparbergs län   | Dalarnas län      | Svealand | före 1446            | 7 362            |                        |
| Karlskoga    | Värmland     | Örebro län        | Örebro län        | Svealand | 1940                 | 30 147           |                        |
| Karlstad     | Värmland     | Värmlands län     | Värmlands län     | Svealand | 1584                 | 56 480           |                        |
| Katrineholm  | Södermanland | Södermanlands län | Södermanlands län | Svealand | 1917                 | 21 392           |                        |
| Kristinehamn | Värmland     | Värmlands län     | Värmlands län     | Svealand | 1582–1584, 1642–     | 17 934           |                        |
| Kumla        | Närke        | Örebro län        | Örebro län        | Svealand | 1942                 | 12 592           |                        |
| Köping       | Västmanland  | Västmanlands län  | Västmanlands län  | Svealand | 1474                 | 17 296           |                        |
| Lidingö      | Uppland      | Stockholms län    | Stockholms län    | Svealand | 1926                 | 30 107           |                        |
| Lindesberg   | Västmanland  | Örebro län        | Örebro län        | Svealand | 1643                 | 8 668            |                        |
| Ludvika      | Dalarna      | Kopparbergs län   | Dalarnas län      | Svealand | 1919                 | 14 410           |                        |
| Mariefred    | Södermanland | Södermanlands län | Södermanlands län | Svealand | 1605                 | 4 800            | nu i Strängnäs kommun  |
| Nacka        | Södermanland | Stockholms län    | Stockholms län    | Svealand | 1949                 | 25 179           |                        |
| Nora         | Västmanland  | Örebro län        | Örebro län        | Svealand | 1643                 | 6 398            |                        |
| Norrtälje    | Uppland      | Stockholms län    | Stockholms län    | Svealand | 1622                 | 16 189           |                        |
| Nyköping     | Södermanland | Södermanlands län | Södermanlands län | Svealand | 1187                 | 27 164           |                        |
| Nynäshamn    | Södermanland | Stockholms län    | Stockholms län    | Svealand | 1946                 | 12 983           |                        |
| Oxelösund    | Södermanland | Södermanlands län | Södermanlands län | Svealand | 1950                 | 10 680           |                        |
| Sala         | Västmanland  | Västmanlands län  | Västmanlands län  | Svealand | 1624                 | 12 118           |                        |
| Sigtuna      | Uppland      | Stockholms län    | Stockholms län    | Svealand | 990                  | 8 030            |                        |
| Solna        | Uppland      | Stockholms län    | Stockholms län    | Svealand | 1943                 | 59 098           |                        |
| Stockholm    | Uppland      | Stockholms län    | Stockholms län    | Svealand | 1250                 | 1 204 400        |                        |
| Strängnäs    | Södermanland | Södermanlands län | Södermanlands län | Svealand | 1336                 | 12 010           |                        |
| Sundbyberg   | Uppland      | Stockholms län    | Stockholms län    | Svealand | 1927                 | 33 816           |                        |
| Säffle       | Värmland     | Värmlands län     | Värmlands län     | Svealand | 1951                 | 9 316            |                        |
| Säter        | Dalarna      | Kopparbergs län   | Dalarnas län      | Svealand | 1642                 | 4 479            |                        |
| Södertälje   | Södermanland | Stockholms län    | Stockholms län    | Svealand | 1000                 | 59 342           |                        |
| Torshälla    | Södermanland | Södermanlands län | Södermanlands län | Svealand | 1317                 | 7 453            | nu i Eskilstuna kommun |
| Trosa        | Södermanland | Södermanlands län | Södermanlands län | Svealand | 1300                 | 4 201            |                        |
| Uppsala      | Uppland      | Uppsala län       | Uppsala län       | Svealand | 1286                 | 124 036          |                        |
| Vaxholm      | Uppland      | Stockholms län    | Stockholms län    | Svealand | 1652                 | 4 887            |                        |
| Västerås     | Västmanland  | Västmanlands län  | Västmanlands län  | Svealand | 990                  | 102 548          |                        |
| Örebro       | Närke        | Örebro län        | Örebro län        | Svealand | 1265                 | 95 354           |                        |
| Öregrund     | Uppland      | Stockholms län    | Uppsala län       | Svealand | 1491–1521, 1554–1966 | 1 569            | nu i Östhammars kommun |
| Östhammar    | Uppland      | Stockholms län    | Uppsala län       | Svealand | 1368–1491, 1539–     | 4 505            |                        |